# Wojciech Kazieczko
Wojciech Kazieczko (ur. 29 maja 1997 w Nowej Soli) – polski kick-bokser walczący w formule K-1 oraz zawodnik MMA wagi piórkowej. Sześciokrotny mistrz Polski w kickboxingu (PZKB), medalista mistrzostw Świata i Europy (WAKO), brązowy medalista The World Games. Aktualny walczący dla KSW.

## Kariera MMA
W formule MMA zadebiutował podczas gali Contender Fight Night 5. Kazieczko zmierzył się z Miłoszem Wąsikiem, w limicie kategorii piórkowej. Walka zakończyła się po niecałych dwóch minutach, kiedy po kopnięciach technicznie znokautował rywala w parterze.
30 marca 2022 ogłoszono, że podpisał kontrakt z największą polską organizacją Konfrontacją Sztuk Walki. 23 kwietnia 2022 w pierwszej walce, w nowej organizacji, w pojedynku rozpoczynającym galę KSW 69 znokautował po naporze uderzeń pochodzącego z Czech Luboša Lesáka. Po pojedynku otrzymał pierwszy bonus za najlepszy nokaut wieczoru.
10 września 2022 na gali KSW 74, która odbyła się w Arenie Ostrów w Ostrowie Wielkopolskim, podjął w konfrontacji zawodnika z Ukrainy, Eduarda Demenko. Walka trwała trzy pełne rundy, po których to Kazieczko zwyciężył walkę jednogłośną decyzją sędziowską (30-27, 29-28, 30-27).
17 marca 2023 podczas KSW 80 w Lubinie zmierzył się z Mołdawianinem, Danielem Tărchilą. Kazieczko odnotował pierwszą porażkę w formule MMA, przegrywając jednogłośną decyzją sędziów.
16 grudnia 2023 w Gliwicach podczas XTB KSW 89: Bartosiński vs. Parnasse zawalczył z Michałem Dominem. Ponownie przegrał jednogłośną decyzją sędziowską.
Pod koniec stycznia 2024 roku ogłoszono, że Wojciech Kazieczko został wypożyczony z KSW do Babilon MMA. Oczekiwano, że 23 marca 2024 w Jaworznie podczas gali Babilon MMA 44 stoczy pojedynek z Kamilem Warzybokiem, jednak z powodu odniesionej kontuzji wypadł z tego starcia i na jego miejsce wszedł Błażej Majdan. Trzy dni przed zbliżającą się galą Babilon MMA 44 poinformowano, że Kazieczko zawalczy 20 kwietnia w Zielonej Górze dla innej organizacji, Hybrid MMA. Jego rywalem był Dominik Gierowski. Zwyciężył przez niejednogłośną decyzję sędziów (29-28, 28-29, 29-28).
19 października 2024 powrócił do KSW. Na gali KSW 99: Vojčák vs. Martínek wszedł na zastępstwo za kontuzjowanego dawnego rywala Michała Domina w walce z Josefem Štummerem. W trzeciej rundzie poddał Czecha duszeniem ninja w ostatniej minucie starcia. Pierwotnie wydarzenie miało odbyć się w Ostrawie, jednak ze względu na trudną sytuację spowodowaną powodziami na północy Czech odbyło się w mniejszej hali PreZero Arena Gliwice. Dwa dni później otrzymał od organizacji pierwszy bonus za poddanie wieczoru.
Równo dziewięć miesięcy później na gali XTB KSW 108, która odbyła się w Olsztynie, skrzyżował rękawice z Dawidem Karetą. Kazieczko wygrał jednogłośnie na punkty.

## Lista zawodowych walk w kick-boxingu (niepełna)
| Wynik     | Bilans | Przeciwnik        | Rozstrzygnięcie            | Runda | Czas | Rozgrywki                                      | Data       | Miejsce      | Uwagi |
| --------- | ------ | ----------------- | -------------------------- | ----- | ---- | ---------------------------------------------- | ---------- | ------------ | ----- |
| Przegrana | 7-1    | Mateusz Rajewski  | Decyzja (jednogłośna)      | 3     | 3:00 | DSF Kickboxing Challenge 16: Śląskie Tąpniecie | 01.06.2018 | Zabrze       | 65 kg |
| Wygrana   | 7-0    |                   |                            |       |      |                                                |            |              |       |
| Wygrana   | 6-0    |                   |                            |       |      |                                                |            |              |       |
| Wygrana   | 5-0    | Kevin Schötz      | TKO (zatrzymanie sędziego) | 2     | ?    | MFC 12: Memoriał Dawida Mory                   | 16.09.2017 | Zielona Góra | 69 kg |
| Wygrana   | 4-0    |                   |                            |       |      |                                                |            |              |       |
| Wygrana   | 3-0    | Mateusz Dąbrowski | Decyzja (niejednogłośna)   | 3     | 3:00 | FEN 15: Final Strike                           | 14.01.2017 | Lubin        | 69 kg |
| Wygrana   | 2-0    | Tobiasz Żalik     | Decyzja (jednogłośna)      | 3     | 3:00 | GSW 10: Gold Edition                           | 12.03.2016 | Gostyń       | 67 kg |
| Wygrana   | 1-0    |                   |                            |       |      |                                                |            |              |       |

## Lista walk w MMA

### Zawodowe
| Wynik     | Bilans | Przeciwnik (bilans przed walką) | Rozstrzygnięcie           | Runda | Czas | Rozgrywki                            | Data       | Miejsce             | Uwagi                       |
| --------- | ------ | ------------------------------- | ------------------------- | ----- | ---- | ------------------------------------ | ---------- | ------------------- | --------------------------- |
| Wygrana   | 6-2    | Dawid Kareta (5-4)              | Decyzja (niejednogłośna)  | 3     | 5:00 | XTB KSW 108: Soldaev vs. Brichta     | 19.07.2025 | Olsztyn             |                             |
| Wygrana   | 5-2    | Josef Štummer (4-1)             | Poddanie (duszenie ninja) | 3     | 4:09 | KSW 99: Vojčák vs. Martínek          | 19.10.2024 | Gliwice             | Bonus za poddanie wieczoru. |
| Wygrana   | 4-2    | Dominik Gierowski (5-2)         | Decyzja (niejednogłośna)  | 3     | 5:00 | Hybrid MMA 4: Next Level             | 20.04.2024 | Zielona Góra        | Co-Main Event               |
| Przegrana | 3-2    | Michał Domin (5-3)              | Decyzja (jednogłośna)     | 3     | 5:00 | XTB KSW 89: Bartosiński vs. Parnasse | 16.12.2023 | Gliwice             |                             |
| Przegrana | 3-1    | Daniel Tărchilă (5-1)           | Decyzja (jednogłośna)     | 3     | 5:00 | KSW 80: Eskiev vs. Ruchała           | 17.03.2023 | Lubin               |                             |
| Wygrana   | 3-0    | Eduard Demenko (4-2)            | Decyzja (jednogłośna)     | 3     | 5:00 | KSW 74: De Fries vs. Prasel          | 10.09.2022 | Ostrów Wielkopolski |                             |
| Wygrana   | 2-0    | Luboš Lesák (2-0)               | TKO (ciosy)               | 1     | 1:45 | KSW 69: Przybysz vs. Martins         | 23.04.2022 | Warszawa            | Bonus za nokaut wieczoru.   |
| Wygrana   | 1-0    | Miłosz Wąsik (0-3)              | TKO (kopnięcie i ciosy)   | 1     | 1:48 | Contender Fight Night 5              | 15.10.2021 | Wałbrzych           |                             |

### Amatorskie
| Wynik     | Bilans | Przeciwnik (bilans przed walką) | Rozstrzygnięcie                | Runda | Czas | Rozgrywki                                       | Data       | Miejsce          | Uwagi                                 |
| --------- | ------ | ------------------------------- | ------------------------------ | ----- | ---- | ----------------------------------------------- | ---------- | ---------------- | ------------------------------------- |
| Wygrana   | 2-2    | Maksymilian Bartoszewicki (3-5) | Poddanie (buggy choke)         | 2     | 1:08 | ALMMA 197: Mistrzostwa Polski MMA Młodzieżowców | 29.05.2021 | Oborniki Śląskie | Mistrzostwa ALMMA full contact 70 kg. |
| Przegrana | 1-2    | Roger Irlik (14-5)              | N/A                            | N/A   | N/A  | ALMMA 191: X Puchar Pamięci Żołnierzy Wyklętych | 27.02.2021 | Sochaczew        | Mistrzostwa ALMMA full contact 70 kg. |
| Wygrana   | 1-1    | Bogdan Bulecki (1-2)            | Decyzja                        | 1     | 5:00 | ALMMA 191: X Puchar Pamięci Żołnierzy Wyklętych | 27.02.2021 | Sochaczew        |                                       |
| Przegrana | 0-1    | Dawid Kareta (2-1)              | Poddanie (duszenie gilotynowe) | 1     | 2:47 | ALMMA 183: X Mistrzostwa Polski MMA 2020        | 19.09.2020 | Sochaczew        |                                       |

## Życie prywatne
Ukończył pierwszy stopień wychowania fizycznego na Uniwersytecie Zielonogórskim. Jego starszy brat Maciej Kazieczko jest także zawodnikiem MMA. Oprócz sztuk walki interesuje się gotowaniem oraz podróżowaniem.